# パガド
パカド（英語: People Against Gangsterism and Drugs, "PAGAD"）は、南アフリカ共和国に存在するテロリズム組織。「パカド」とは「ギャングとドラッグに対抗する市民」を意味する英語の略称。

## 発足
1990年代、アパルトヘイトの解消が進められた南アフリカでは、有色人種の失業率が急激に上昇するとともに治安の悪化が深刻化、麻薬組織や暴力行為を働く集団が勢力を増し、人々の生活を脅かし始めた。西ケープ州に住むイスラム教徒一部は自警団を組織、コミュニティ内の安全の確保に動いた。自警団は、その後急速に発展しパカドが誕生した。

## 組織の変遷
急速に組織が発展する過程で、組織内にイスラム過激派が台頭。コミュニティ内の安全の維持という当初の目的が、イスラム国家建設にすり替わり、1990年代中頃になるとジーフォース（G-FORCE）と呼ばれる武装した別働隊を組織するに至った。1996年には麻薬売買を行う者、中毒患者を射殺するなど実力行使を開始、やがて自製のパイプ爆弾を使った無差別テロも実行し始めた。

## 組織の退潮
2000年には、当局に主要メンバーが逮捕され沈静化を見せた。残党が裁判官や裁判の証人を殺害するなど、組織の健在ぶりをアピールしているが、1990年代後半のような大規模な行動は次第に影を潜めた。
ハマスやヒズボラと連携していることも報道などで指摘されるが定かではない。